# 紫苞蒿
紫苞蒿（学名：Artemisia roxburghiana var. purpurascens）为菊科蒿属下的一个变种。